# Leptothorax cervantesi
Leptothorax cervantesi är en myrart som beskrevs av Santschi 1919. Leptothorax cervantesi ingår i släktet smalmyror, och familjen myror. Inga underarter finns listade i Catalogue of Life.